# Élection présidentielle roumaine de 2019
L'élection présidentielle roumaine de 2019 (en roumain : Alegeri prezidențiale în România, 2019) se tient les 10 et 24 novembre 2019 afin d'élire le président de Roumanie.
Le chef de l'État roumain est élu pour un mandat de cinq ans et rééligible une fois, selon les modalités du scrutin uninominal majoritaire à deux tours.
Rééligible pour un second mandat, le président libéral sortant, Klaus Iohannis, arrive en tête du premier tour, devant l'ancienne Première ministre sociale-démocrate Viorica Dăncilă. Le scrutin, marqué par un faible taux de participation, se tient moins d'une semaine après le remplacement de Dăncilă par le libéral Ludovic Orban. Le second tour, organisé deux semaines plus tard, est remporté par Klaus Iohannis, qui réunit près de deux tiers des suffrages exprimés.

## Contexte

### Dissensions entre présidence et gouvernement
|  |

À partir de 2014, le pays est le théâtre d'un bras de fer entre le président Klaus Iohannis — issu du Parti national libéral (PNL) — et les différents gouvernements menés par le Parti social-démocrate (PSD). Le chef d'État et la majorité sociale-démocrate s'affrontent en particulier sur des réformes liées à la justice et à la lutte contre la corruption,.
Après avoir été battu par Klaus Iohannis au second tour de l’élection présidentielle de 2014, Victor Ponta, président du PSD, se maintient à la tête du gouvernement. Lorsqu'il est mis en examen en juin 2015 pour 22 chefs d'accusation de corruption présumés, Iohannis exige sans succès sa démission. En novembre 2015, à la suite de l'incendie de la discothèque Colectiv, Ponta quitte finalement sa fonction de Premier ministre. L'ancien commissaire européen Dacian Cioloș est alors nommé Premier ministre et forme un gouvernement de technocrates. Il reste au pouvoir jusqu'aux élections de décembre 2016, qui confirment la position du Parti social-démocrate comme premier parti du pays.
Le conflit entre les sociaux-démocrates et le président Iohannis se poursuit alors que Liviu Dragnea, est désormais à la tête du PSD. Condamné en 2015 pour fraude électorale, il ne peut prendre la tête du gouvernement mais est accusé de faire pression pour l’adoption de mesures lui permettant d’éviter d’être condamné. Sur fond de dissensions internes au sein du PSD, les Premiers ministres issus du parti se succèdent : Sorin Grindeanu, de janvier à juin 2017, Mihai Tudose, de juin 2017 à janvier 2018, et Viorica Dăncilă, à partir de janvier 2018.
Klaus Iohannis fait convoquer un référendum en mai 2019, en même temps que les élections européennes, lors desquelles le PNL arrive en tête : la population est amenée à se prononcer sur l'interdiction des grâces et amnisties en faveur de personnes condamnées pour corruption, ainsi que sur l'interdiction faite au gouvernement de recourir à des décrets-lois dans le domaine judiciaire et sur la facilitation du droit de recours à la Cour constitutionnelle contre ce type de norme. Les propositions sont approuvées par plus de 80 % des votants, avec un taux de participation qui permet une validation des résultats. Le référendum est ainsi vu comme un désaveu de la coalition au pouvoir, qui avait appelé au boycott, et comme un soutien à la lutte anti-corruption affichée du chef de l'État.
Au lendemain de ces scrutins, Liviu Dragnea, jusque-là considéré comme étant l’homme fort du pays, est incarcéré pour abus de pouvoir, ce qui affaiblit son parti.

### Changement de gouvernement

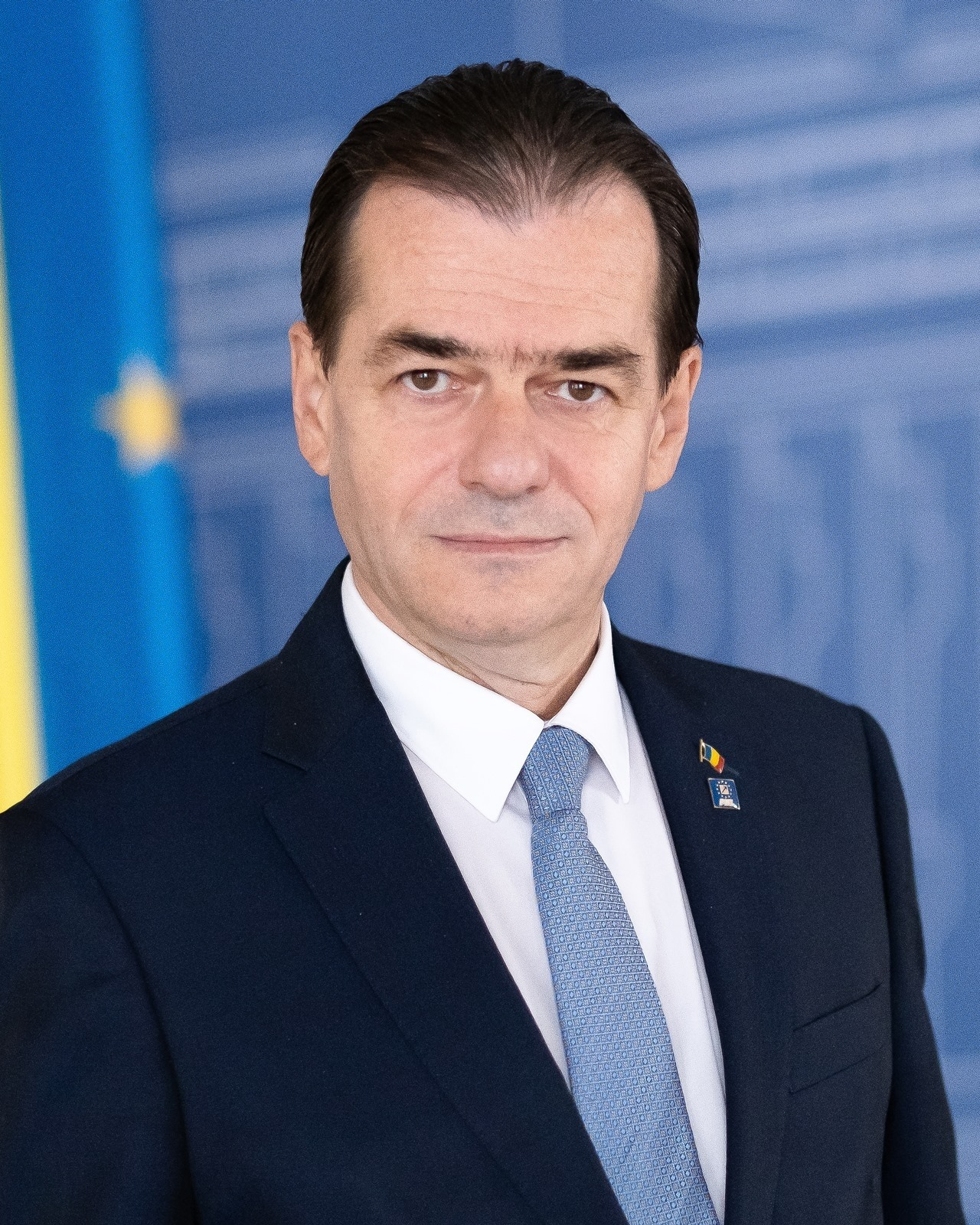
Ludovic Orban.

Le 26 août 2019, le président du Sénat et dirigeant de l'ALDE, Călin Popescu-Tăriceanu, annonce la rupture de la coalition gouvernementale après que le PSD a décidé de soutenir sa présidente et Première ministre, Viorica Dăncilă, à l'élection présidentielle. Celle-ci dispose alors de 45 jours pour chercher de nouveaux alliés et convoquer un nouveau vote de confiance. L'Union démocrate magyare de Roumanie (UDMR), qui a soutenu le gouvernement du PSD jusqu'en juin 2019, rejette une proposition de soutenir le gouvernement en échange d'y entrer. Fin août, le président Iohannis rejette les nominations de nouveaux ministres par le PSD, exigeant à la place un vote de confiance.
Le gouvernement Dăncilă est finalement renversé le 10 octobre, après l'adoption de la quatrième motion de censure déposée à son encontre, votée par 238 voix favorables, soit cinq de plus que la majorité requise,. Un nouveau gouvernement dirigé par Ludovic Orban, membre du PNL, est investi par le Parlement le 4 novembre.

## Mode de scrutin
Le Président de la Roumanie est élu au scrutin uninominal majoritaire à deux tours pour un mandat de cinq ans renouvelable une seule fois. Est élu le candidat qui réunit la majorité absolue des suffrages du total des électeurs inscrits sur les listes électorales. A défaut, un second tour est organisé entre les deux candidats arrivés en tête, et celui recueillant le plus de suffrages est déclaré élu,.
Les résultats sont validés par la Cour constitutionnelle. Le président élu prête ensuite serment devant la Chambre des Députés et le Sénat, réunis en séance commune.

## Candidats
Le président sortant, Klaus Iohannis, favori des sondages, annonce dès 2018 être candidat à un second mandat.
Après avoir laissé entendre qu'il serait candidat, le président du Parti social-démocrate, Liviu Dragnea, annonce après les élections européennes de 2019, marquées par la défaite de son parti, qu'il n'entend pas se présenter et que le PSD choisira son candidat entre la maire de Bucarest, Gabriela Firea, et le président du Sénat — membre de l'ALDE, partenaire de coalition du PSD — Călin Popescu-Tăriceanu. Le 23 juillet 2019, Viorica Dăncilă est désignée candidate par le Bureau national permanent de son parti.
Au lendemain de la désignation de Dăncilă par le PSD, l'ALDE annonce la candidature de Călin Popescu-Tăriceanu, qui espérait obtenir l’appui du parti au pouvoir. Le 26 août, celui-ci retire sa candidature au profit de l'indépendant Mircea Diaconu, également candidat de Pro Romania.
Dan Barna est désigné comme candidat par les membres de l'USR le 13 juillet 2019. Une semaine plus tard, la coalition USR+PLUS s'accorde sur une candidature unique pour l'élection présidentielle, et sur la désignation de Dacian Cioloș, chef de file de PLUS, en cas de victoire au poste de Premier ministre.
Le 7 juillet 2019, Ramona Ioana Bruynseels annonce sa candidature pour le Parti du pouvoir humaniste social-libéral. Theodor Paleologu est désigné candidat du Parti Mouvement populaire le 25 août. Le 30 août, Hunor Kelemen est investi pour Union démocrate magyare de Roumanie. Déjà candidat en 2009 et 2014, il a alors rassemblé 3,8 % et 3,5 % des voix.
| Candidat                     | Candidat               | Parti(s) | Parti(s)                                                                                  | Idéologie                                                                | Slogan | Slogan                                                           | Fonctions                                                                      |
| ---------------------------- | ---------------------- | -------- | ----------------------------------------------------------------------------------------- | ------------------------------------------------------------------------ | ------ | ---------------------------------------------------------------- | ------------------------------------------------------------------------------ |
| Klaus Iohannis en mars 2015  | Klaus Iohannis         |          | Parti national libéral (PNL) Forum démocratique des Allemands de Roumanie (FDGR)          | Centre droit Libéral-conservatisme, europhilie                           |        | Pentru o Românie normală (Pour une Roumanie normale)             | Président de la Roumanie depuis 2014 Maire de Sibiu de 2000 à 2014             |
| Viorica Dăncilă en juin 2019 | Viorica Dăncilă        |          | Parti social-démocrate (PSD)                                                              | Centre gauche Social-démocratie, conservatisme social                    |        | Alături de fiecare român (Aux côtés de chaque Roumain)           | Première ministre de Roumanie de 2018 à 2019 Députée européenne de 2009 à 2018 |
| Dan Barna                    | Dan Barna              |          | Union sauvez la Roumanie (USR) Parti de la liberté, de l'unité et de la solidarité (PLUS) | Centre droit Libéralisme, europhilie                                     |        | Fericiți în România (Heureux en Roumanie)                        | Député roumain depuis 2016                                                     |
| Mircea Diaconu               | Mircea Diaconu         |          | Pro Romania (PRO) Alliance des libéraux et démocrates (ALDE)                              | Centre Social-libéralisme                                                |        | Cu bună credință (De bonne foi)                                  | Député européen de 2014 à 2019 Ministre de la Culture en 2012                  |
| Theodor Paleologu            | Theodor Paleologu      |          | Parti Mouvement populaire (PMP)                                                           | Centre droit Libéral-conservatisme, unionisme                            |        | Respect, educație, performanță (Respect, éducation, performance) | Député roumain de 2008 à 2016 Ministre de la Culture de 2008 à 2009            |
| Kelemen Hunor                | Hunor Kelemen          |          | Union démocrate magyare de Roumanie (UDMR)                                                | Centre droit Défense des intérêts de la minorité hongroise, régionalisme |        | Respect pentru toți (Respect pour tous)                          | Député roumain depuis 2000 Ministre de la Culture de 2009 à 2012 et en 2014    |
|                              | Alexandru Cumpănașu    |          | Indépendant                                                                               |                                                                          |        | Ori noi, ori ei (Nous ou eux)                                    |                                                                                |
|                              | Ramona Bruynseels      |          | Parti du pouvoir humaniste social-libéral (PPUSL)                                         | Centre Social-libéralisme                                                |        | Fără imunitate (Sans immunité)                                   | Secrétaire d'État (2017-2018)                                                  |
|                              | Sebastian Popescu      |          | Parti Nouvelle Roumanie (PNR)                                                             |                                                                          |        |                                                                  |                                                                                |
|                              | Bogdan Stanoevici (ro) |          | Indépendant                                                                               |                                                                          |        | România, din nou acasă (Roumanie, de nouveau à la maison)        | Secrétaire d'État pour les Roumains de l'étranger (2014)                       |
|                              | Ninel Peia (ro)        |          | Parti du peuple roumain (NR)                                                              |                                                                          |        |                                                                  | Député roumain de 2012 à 2016                                                  |
|                              | Viorel Cataramă        |          | Droite libérale (DL)                                                                      | Droite Néolibéralisme                                                    |        | Muncești și câștigi (Travaille et gagne)                         | Sénateur (1996-2000) Secrétaire d'État au tourisme (1991-1992)                 |
|                              | John Ion Banu (ro)     |          | Parti de la nation roumaine (PNRo)                                                        |                                                                          |        |                                                                  |                                                                                |
|                              | Cătălin-Sorin Ivan     |          | Alternative pour la dignité nationale (ADN)                                               |                                                                          |        |                                                                  | Député européen (2009-2019)                                                    |

## Sondages

### Premier tour

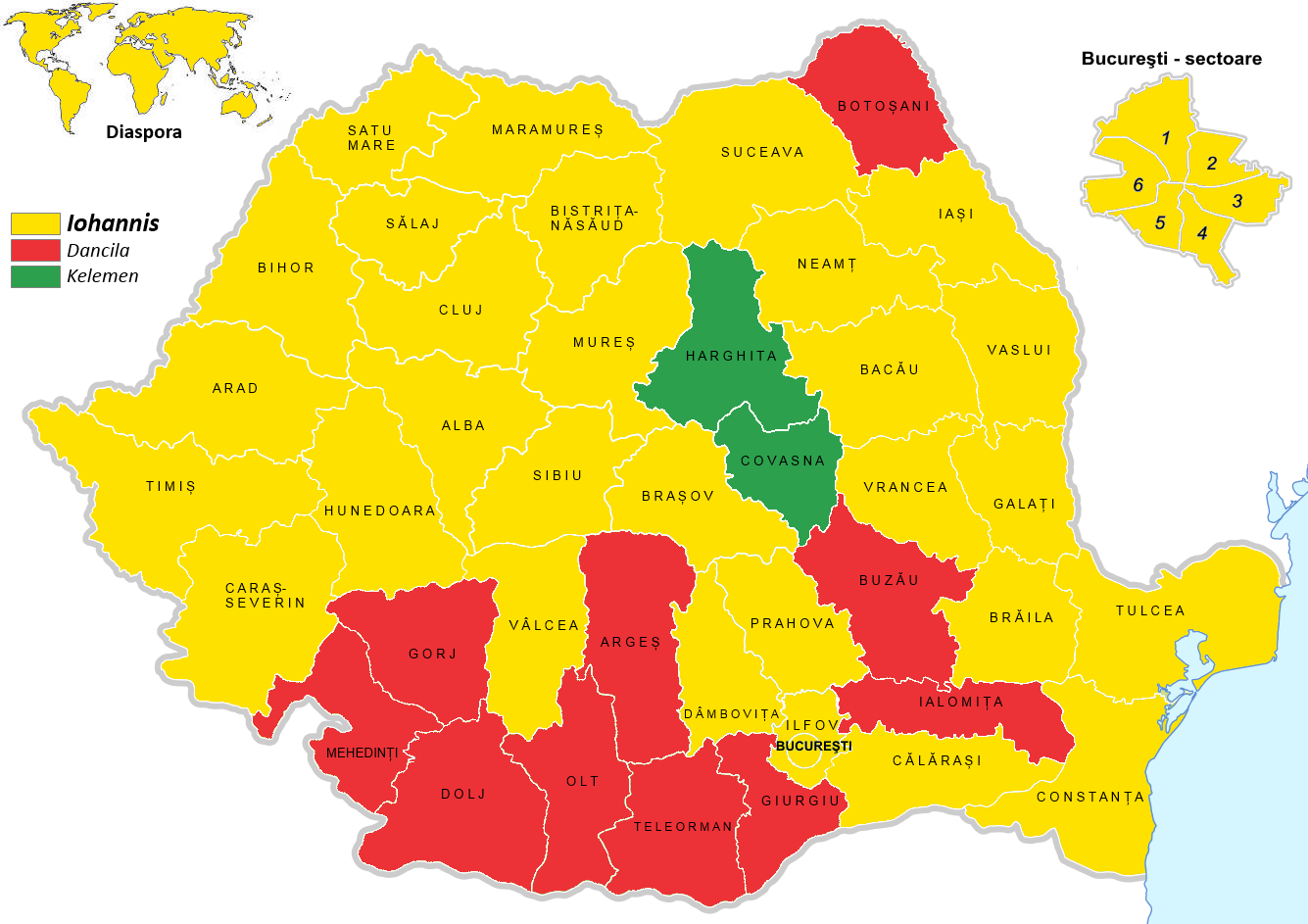
Résultats du 1er tour par judet
Klaus Iohannis
Viorica Dăncilă
Hunor Kelemen

| Institut | Date                | Échantillon | Iohannis | Dăncilă | Barna  | Diaconu | Paleologu | Kelemen | Cumpănașu | Bruynseels | Autres |
| -------- | ------------------- | ----------- | -------- | ------- | ------ | ------- | --------- | ------- | --------- | ---------- | ------ |
| Institut | Date                | Échantillon |          |         |        |         |           |         |           |            |        |
| USR      | 3 novembre 2019     | 1 225       | 38,9 %   | 22,6 %  | 19,1 % | 8,2 %   | 5,5 %     | 3,6 %   | 2,1 %     | 2,1 %      | 2,1 %  |
| IMAS     | 28 octobre 2019     | 1 010       | 45,7 %   | 15,1 %  | 12,6 % | 16,7 %  | 6,9 %     | 2,9 %   | -         | -          | -      |
| PMP      | 27 octobre 2019     | NC          | 40 %     | 19 %    | 13 %   | 7 %     | 8 %       | 4 %     | 3         | 1,5 %      | 1,5 %  |
| USR      | 23 octobre 2019     | 1 500       | 39 %     | 23,4 %  | 18,5 % | 8 %     | 3,8 %     | 3,9 %   | 3,4 %     | 3,4 %      | 3,4 %  |
| Sociopol | 22 octobre 2019     | 1 001       | 42 %     | 21 %    | 10 %   | 10 %    | -         | 17 %    | 17 %      | 17 %       | 17 %   |
| CURS     | 21 octobre 2019     | 1 600       | 37 %     | 20 %    | 13 %   | 11 %    | 6 %       | 4 %     | 4 %       | 4 %        | 1 %    |
| PNL      | 17 octobre 2019     | NC          | 40 %     | 13 %    | 12 %   | 9 %     | 7 %       | 19 %    | 19 %      | 19 %       | 19 %   |
| Sociopol | 6 octobre 2019      | NC          | 43 %     | 21 %    | 15 %   | 11 %    | 4 %       | 6 %     | 6 %       | 6 %        | 6 %    |
| PSD      | 4 octobre 2019      | NC          | 40 %     | 18 %    | 20 %   | 13 %    | 7 %       | 2 %     | 2 %       | 2 %        | 2 %    |
| USR      | 1er octobre 2019    | 1 500       | 40,5 %   | 21,4 %  | 19,7 % | 7,6 %   | 10,8 %    | 10,8 %  | 10,8 %    | 10,8 %     | 10,8 % |
| IMAS     | 9–28 septembre 2019 | 1 010       | 45,3 %   | 12,4 %  | 14,2 % | 16,6 %  | 7,7 %     | 3,8 %   |           |            | –      |

| IMAS     | 15 juillet–2 août 2019      | 1 010       | 41,7 %   | 13,8 %    | NC        | 10,4 %     | 2,8 %   | 1,5 % | 12,9 %      | NC      | 9,4 %  | 7,5 %   | NC    | NC     |
| IMAS     | 7–26 juin 2019              | 1 010       | 42.4 %   | 15,5 %    | NC        | 12,7 %     | 1,8 %   | 1,6 % | 14,1 %      | NC      | 5,3 %  | –       | NC    | NC     |
| IMAS     | 2–20 mai 2019               | 1 010       | 43.5 %   | 19,8 %    | 7 %       | 13 %       | 1,2 %   | 2,1 % | 11,6 %      | –       | 1,9 %  | –       | –     | 14,7 % |
| IMAS     | 12–15 avril 2019            | 1 010       | 42.7 %   | 18,3 %    | 8,7 %     | 10 %       | 1,2 %   | 2,2 % | 14,5 %      | –       | 2,5 %  | –       | –     | –      |
| IMAS     | 18 mars–3 avril 2019        | 1 010       | 44.3 %   | 16,1 %    | 8 %       | 11,7 %     | 1,1 %   | 2,2 % | 12,4 %      | –       | 1,7 %  | –       | –     | –      |
| CURS     | 12–25 mars 2019             | 1 067       | 36 %     | 23 %      | 15 %      | 9 %        | 4 %     | 3 %   | –           | –       | –      | –       | –     | –      |
| IMAS     | 1–21 février 2019           | 1 010       | 41.4 %   | 18,0 %    | 6,0 %     | 11,7 %     | 1,5 %   | 1,9 % | 15,0 %      | –       | 1,5 %  | –       | 3 %   | 15,1 % |
| CURS     | 21 janvier–6 février 2019   | 1 067       | 41 %     | 21 %      | 17 %      | 9 %        | –       | –     | –           | –       | 4 %    | –       | 8 %   | 34 %   |
| IMAS     | 11–30 janvier 2019          | 1 011       | 34.4 %   | 15,4 %    | 6 %       | 10,9 %     | 0,8 %   | 1,5 % | 13,2 %      | –       | 1,9 %  | –       | 7,7 % | 8,2 %  |
| PNL      | NC                          | 25 000      | 30 %     | 16 %      | –         | 10 %       | 3 %     | –     | 12 %        | 17 %    | –      | –       | 12 %  | 12 %   |
| 2018     |                             |             |          |           |           |            |         |       |             |         |        |         |       |        |
| Institut | Date                        | Échantillon | Iohannis | Tăriceanu | Dragnea   | Cioloș     | Kelemen | Tomac | Ponta       | Barna   | Autres | Indécis |       |        |
| IMAS     | 4–20 décembre 2018          | 1 010       | 34.9 %   | 12,9 %    | 5,3 %     | 9,2 %      | 0,7 %   | 1,8 % | 12,7 %      | 2,3 %   | 3,5 %  | 16,8 %  |       |        |
| CURS     | 24 novembre–9 décembre 2018 | 1 067       | 39 %     | 25 %      | 12 %      | 11 %       | 2 %     | –     | –           | 3 %     | 8 %    | 32 %    |       |        |
| CURS     | 27 avril–8 mai 2018         | 1 067       | 39 %     | 22 %      | 22 %      | 4 %        | 3 %     | 2 %   | –           | –       | 8 %    | 39 %    |       |        |
| 2017     |                             |             |          |           |           |            |         |       |             |         |        |         |       |        |
| Institut | Date                        | Échantillon | Iohannis | Firea     | Tăriceanu | Diaconescu | Hunor   | Barna | Geogre Mioc | Indécis |        |         |       |        |
| CURS     | novembre 2017               | 1 067       | 37 %     | 37 %      | 13 %      | 5 %        | 4 %     | 3 %   | 1 %         | 2 %     |        |         |       |        |

Le graphique qui aurait dû être présenté ici ne peut pas être affiché car il utilise l'ancienne extension Graph, désactivée pour des questions de sécurité. Des indications pour créer un nouveau graphique avec la nouvelle extension Chart sont disponibles ici.

## Résultats

### Au niveau national
| Candidats                | Candidats                | Partis                   | Premier tour | Premier tour | Second tour | Second tour |
| Candidats                | Candidats                | Partis                   | Voix         | %            | Voix        | %           |
| ------------------------ | ------------------------ | ------------------------ | ------------ | ------------ | ----------- | ----------- |
|                          | Klaus Iohannis           | PNL, FDGR                | 3 485 292    | 37,82        | 6 509 135   | 66,09       |
|                          | Viorica Dăncilă          | PSD                      | 2 051 725    | 22,26        | 3 339 922   | 33,91       |
|                          | Dan Barna                | USR, PLUS                | 1 384 450    | 15,02        |             |             |
|                          | Mircea Diaconu           | PRO, ALDE                | 815 201      | 8,85         |             |             |
|                          | Theodor Paleologu        | PMP                      | 527 098      | 5,72         |             |             |
|                          | Hunor Kelemen            | UDMR                     | 357 014      | 3,87         |             |             |
|                          | Ramona Bruynseels        | PPUSL                    | 244 275      | 2,65         |             |             |
|                          | Alexandru Cumpănașu      | Indépendant              | 141 316      | 1,53         |             |             |
|                          | Viorel Cataramă          | DL                       | 48 662       | 0,53         |             |             |
|                          | Bogdan Stanoevici        | Indépendant              | 39 192       | 0,43         |             |             |
|                          | Cătălin-Sorin Ivan       | ADN                      | 32 787       | 0,36         |             |             |
|                          | Ninel Peia               | NR                       | 30 884       | 0,34         |             |             |
|                          | Sebastian Popescu        | PNR                      | 30 850       | 0,33         |             |             |
|                          | John Banu                | PNRo                     | 27 769       | 0,30         |             |             |
|                          |                          |                          |              |              |             |             |
| Votes valides            | Votes valides            | Votes valides            | 9 216 515    | 98,43        | 9 849 057   | 98,18       |
| Votes blancs et nuls     | Votes blancs et nuls     | Votes blancs et nuls     | 142 961      | 1,53         | 182 648     | 1,82        |
| Total                    | Total                    | Total                    | 9 359 673    | 100          | 10 031 705  | 100         |
| Abstention               | Abstention               | Abstention               | 8 927 192    | 48,82        | 8 185 706   | 44,93       |
| Inscrits / participation | Inscrits / participation | Inscrits / participation | 18 286 865   | 51,18        | 18 217 411  | 55,07       |

 Représentation des résultats du second tour :
| Klaus Iohannis (66,09 %) |  |  | Viorica Dăncilă (33,91 %) |
| ▲                        |  |  |                           |
| Majorité absolue         |  |  |                           |

### Par județ

#### Premier tour
- Klaus Iohannis
- Viorica Dăncilă
- Hunor Kelemen

| Județ           | Iohannis (PNL) | Dăncilă (PSD) | Barna (USR-PLUS) | Diaconu (PRO-ALDE) | Paleologu (PMP) | Kelemen (UDMR) |        |
| --------------- | -------------- | ------------- | ---------------- | ------------------ | --------------- | -------------- | ------ |
| Județ           | Alba           | 51,76 %       | 17,33 %          | 11,40 %            | 6,23 %          | 5,32 %         | 2,25 % |
| Arad            | 43,30 %        | 17,29 %       | 13,97 %          | 8,19 %             | 6,74 %          | 4,18 %         |        |
| Argeș           | 30,19 %        | 30,88 %       | 12,31 %          | 14,03 %            | 5,12 %          | 0,26 %         |        |
| Bacău           | 36,98 %        | 25,68 %       | 13,07 %          | 9,96 %             | 5,26 %          | 0,72 %         |        |
| Bihor           | 36,03 %        | 18,59 %       | 11,40 %          | 7,89 %             | 5,63 %          | 15,39 %        |        |
| Bistrița-Năsăud | 48,76 %        | 20,05 %       | 10,22 %          | 5,97 %             | 6,15 %          | 3,13 %         |        |
| Botoșani        | 31,08 %        | 34,16 %       | 8,79 %           | 12,46 %            | 4,61 %          | 0,48 %         |        |
| Brașov          | 41,92 %        | 15,21 %       | 18,05 %          | 9,68 %             | 5,38 %          | 3,31 %         |        |
| Brăila          | 33,24 %        | 31,12 %       | 9,58 %           | 12,15 %            | 4,66 %          | 0,36 %         |        |
| Bucarest        | 31,77 %        | 17,89 %       | 24,83 %          | 11,30 %            | 8,07 %          | 0,21 %         |        |
| Buzău           | 29,69 %        | 34,56 %       | 9,78 %           | 13,42 %            | 4,27 %          | 0,31 %         |        |
| Caraș-Severin   | 38,48 %        | 30,86 %       | 8,70 %           | 9,10 %             | 5,66 %          | 0,57 %         |        |
| Călărași        | 37,62 %        | 31,84 %       | 9,16 %           | 9,32 %             | 3,69 %          | 0,34 %         |        |
| Cluj            | 42,09 %        | 10,43 %       | 20,18 %          | 5,94 %             | 8,70 %          | 7,80 %         |        |
| Constanța       | 40,15 %        | 20,24 %       | 15,77 %          | 9,73 %             | 6,43 %          | 0,26 %         |        |
| Covasna         | 16,66 %        | 6,91 %        | 5,95 %           | 3,91 %             | 2,04 %          | 61,39 %        |        |
| Dâmbovița       | 35,77 %        | 32,49 %       | 9,64 %           | 10,18 %            | 4,74 %          | 0,26 %         |        |
| Dolj            | 31,96 %        | 36,87 %       | 11,40 %          | 9,76 %             | 3,79 %          | 0,28 %         |        |
| Galați          | 34,44 %        | 27,17 %       | 13,31 %          | 11,38 %            | 5,73 %          | 0,37 %         |        |
| Giurgiu         | 30,50 %        | 42,85 %       | 7,65 %           | 9,89 %             | 3,06 %          | 0,29 %         |        |
| Gorj            | 30,06 %        | 37,54 %       | 9,83 %           | 9,48 %             | 5,22 %          | 0,48 %         |        |
| Harghita        | 9,45 %         | 4,10 %        | 3,75 %           | 1,83 %             | 1,19 %          | 77,73 %        |        |
| Hunedoara       | 34,40 %        | 29,73 %       | 11,06 %          | 9,81 %             | 5,08 %          | 1,82 %         |        |
| Ialomița        | 32,13 %        | 32,71 %       | 11,11 %          | 11,73 %            | 4,22 %          | 0,44 %         |        |
| Iași            | 36,30 %        | 21,35 %       | 17,87 %          | 9,53 %             | 7,85 %          | 0,28 %         |        |
| Ilfov           | 39,27 %        | 18,57 %       | 19,46 %          | 9,55 %             | 6,32 %          | 0,21 %         |        |
| Maramureș       | 40,08 %        | 20,67 %       | 13,85 %          | 7,34 %             | 7,97 %          | 3,72 %         |        |
| Mehedinți       | 34,84 %        | 39,79 %       | 6,68 %           | 9,76 %             | 3,39 %          | 0,40 %         |        |
| Mureș           | 34,81 %        | 13,46 %       | 11,10 %          | 5,98 %             | 3,69 %          | 26,29 %        |        |
| Neamț           | 36,46 %        | 26,09 %       | 12,13 %          | 11,12 %            | 5,87 %          | 0,41 %         |        |
| Olt             | 29,72 %        | 42,99 %       | 7,36 %           | 8,05 %             | 3,12 %          | 0,28 %         |        |
| Prahova         | 38,71 %        | 22,97 %       | 14,08 %          | 10,07 %            | 6,03 %          | 0,29 %         |        |
| Satu Mare       | 35,86 %        | 15,45 %       | 9,07 %           | 6,14 %             | 3,16 %          | 26,22 %        |        |
| Sălaj           | 33,97 %        | 17,74 %       | 15,44 %          | 5,68 %             | 4,53 %          | 17,82 %        |        |
| Sibiu           | 66,74 %        | 9,71 %        | 11,06 %          | 4,93 %             | 3,39 %          | 0,78 %         |        |
| Suceava         | 39,33 %        | 24,93 %       | 10,74 %          | 10,00 %            | 7,04 %          | 0,36 %         |        |
| Teleorman       | 30,09 %        | 47,27 %       | 6,56 %           | 6,72 %             | 3,78 %          | 0,28 %         |        |
| Timiș           | 43,82 %        | 13,94 %       | 20,96 %          | 7,41 %             | 6,53 %          | 1,46 %         |        |
| Tulcea          | 39,27 %        | 23,40 %       | 12,61 %          | 9,97 %             | 5,75 %          | 0,46 %         |        |
| Vaslui          | 33,16 %        | 32,24 %       | 12,15 %          | 9,16 %             | 5,33 %          | 0,57 %         |        |
| Vâlcea          | 36,61 %        | 32,56 %       | 10,05 %          | 9,69 %             | 4,27 %          | 0,41 %         |        |
| Vrancea         | 40,74 %        | 28,17 %       | 10,07 %          | 9,10 %             | 4,79 %          | 0,32 %         |        |
| Diaspora        | 52,57 %        | 2,68 %        | 28,10 %          | 3,61 %             | 6,42 %          | 0,51 %         |        |

#### Second tour
| Județe          | Iohannis (PNL) | Dăncilă (PSD) |        |
| --------------- | -------------- | ------------- | ------ |
| Județe          | Alba           | 73,43%        | 26,57% |
| Arad            | 69,66%         | 30,34%        |        |
| Argeș           | 52,19%         | 47,81%        |        |
| Bacău           | 62,02%         | 37,98%        |        |
| Bihor           | 66,11%         | 33,89%        |        |
| Bistrița-Năsăud | 71,90%         | 28,10%        |        |
| Botoșani        | 50,22%         | 49,78%        |        |
| Brașov          | 73,55%         | 26,45%        |        |
| Brăila          | 54,04%         | 45,96%        |        |
| Bucarest        | 67,52%         | 32,48%        |        |
| Buzău           | 50,38%         | 49,62%        |        |
| Caraș-Severin   | 56,52%         | 43,48%        |        |
| Călărași        | 53,91%         | 46,09%        |        |
| Cluj            | 81,18%         | 18,82%        |        |
| Constanța       | 68,47%         | 31,53%        |        |
| Covasna         | 72,93%         | 27,07%        |        |
| Dâmbovița       | 53,80%         | 46,20%        |        |
| Dolj            | 51,79%         | 48,21%        |        |
| Galați          | 60,18%         | 39,82%        |        |
| Giurgiu         | 45,18%         | 54,82%        |        |
| Gorj            | 48,10%         | 51,90%        |        |
| Harghita        | 70,37%         | 29,63%        |        |
| Hunedoara       | 54,79%         | 45,21%        |        |
| Ialomița        | 52,21%         | 47,79%        |        |
| Iași            | 66,21%         | 33,79%        |        |
| Ilfov           | 68,23%         | 31,77%        |        |
| Maramureș       | 68,12%         | 31,88%        |        |
| Mehedinți       | 48,03%         | 51,97%        |        |
| Mureș           | 73,60%         | 26,40%        |        |
| Neamț           | 58,72%         | 41,28%        |        |
| Olt             | 45,59%         | 54,41%        |        |
| Prahova         | 64,39%         | 36,61%        |        |
| Satu Mare       | 72,56%         | 27,44%        |        |
| Sălaj           | 69,15%         | 30,85%        |        |
| Sibiu           | 85,28%         | 14,72%        |        |
| Suceava         | 61,35%         | 38,65%        |        |
| Teleorman       | 40,83%         | 59,17%        |        |
| Timiș           | 76,32%         | 23,64%        |        |
| Tulcea          | 64,65%         | 35,35%        |        |
| Vaslui          | 54,14%         | 45,86%        |        |
| Vâlcea          | 53,59%         | 46,41%        |        |
| Vrancea         | 59,30%         | 40,70%        |        |
| Diaspora        | 94,00%         | 6,00%         |        |

### Analyse
Avec près des deux tiers des suffrages exprimés au second tour, le président sortant et candidat du Parti national libéral remporte une victoire écrasante, même s'il n'égale pas le record d'Ion Iliescu en 2000, quand ce dernier avait réuni 6,7 millions de votes et 66,8 % des voix, face au candidat d'extrême droite Corneliu Vadim Tudor. Le taux de participation du second tour, bien qu'en progression par rapport au premier, est le plus faible pour une élection présidentielle depuis le retour de la démocratie.